# Avachinsky
El Aváchinski, también llamado  Avacha,  Aváchinskaia sopka,  Awatscha,  Awatschinskij,  Gorélaia sopka, Monastyr, Saria o también Suachu, en ruso Авáчинская сóпка, es un volcán de Rusia situado en el sur de la península de Kamchatka, en el krai homónimo.

## Geografía

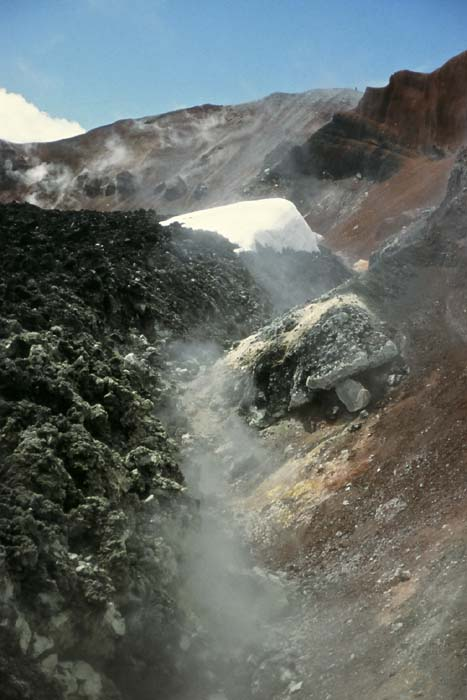
El interior del cráter de la cumbre del Aváchinski con la cúpula de lava de 1991 a la izquierda.

El Aváchinski se encuentra en Rusia, en el sur del krai y península de Kamchatka, rodeado por el océano Pacífico al sureste, por el volcán Koryaksky al noroeste y por la ciudad de Petropávlovsk-Kamchatski al suroeste.
El Aváchinski tiene una altura de 2.741 metros y la forma de un cono con las laderas regularmente inscritas en una caldera con forma de herradura abierta hacia el suroeste. Flanqueado al sureste por el Kozelsky, una boca eruptiva lateral compuesta por un cráter abierto hacia el noreste. La montaña es un estratovolcán que forma parte del cinturón de fuego del Pacífico y con erupciones explosivas lo que lo clasifica en la categoría de volcanes grises. Sus erupciones producen cúpulas de lava,  penachos volcánicos, nubes ardientes, pequeñas vaciados de lava y lahars que son canalizados hacia el suroeste por los bordes de la caldera.

## Historia
El Aváchinski nació hacia mediados o finales del Pleistoceno. Hace treinta o cuarenta mil años, la caldera con forma de herradura abierta hacia el suroeste se formó durante una erupción que sepultó una zona de 500 km² bajo los materiales eruptivos, incluido el lugar actual de la ciudad de Petropávlovsk-Kamchatski. En el interior de esta caldera  se volvió a formar el estratovolcán actual en dos fases, la primera comenzó  hace 18.000 años y la segunda hace unos 7.000 años. La mayoría de las erupciones del Aváchinski tienen un  índice de explosividad volcánica incluido entre 1 y 3 pero algunas alcanzan el nivel 4 como las del 25 de febrero de 1945, 26 de marzo de 1926 y 14 de marzo de 1927 o también la del  27 de junio al 29 de junio de 1927, por  no citar más que las más recientes. Algunas erupciones alcanzaron incluso el nivel 5 como las de 1500 a. J.  C., 3200 a. J.  C., 4340 a. J.  C. o 5980 a. J.  C. La cúpula de lava actual, cuyo volumen se estima en diez millones de kilómetros cúbicos, se formó en la cumbre del volcán durante la erupción del 13 de enero al 30 de enero de 1991.
Ninguna erupción produjo  grandes daños materiales o víctimas humanas pero la proximidad de los volcanes Aváchinski y Koryaksky a la ciudad de Petropávlovsk-Kamchatski, la mayor ciudad y capital del krai de Kamchatka, y la naturaleza de sus erupciones explosivas decidió a los vulcanólogos a incluirlos ambos en la lista de los volcanes de la Década.